# パヴァロッティ 太陽のテノール
『パヴァロッティ 太陽のテノール』（ぱばろってぃ たいようのてのーる）はイタリアの国宝であるオペラ歌手ルチアーノ・パヴァロッティのドキュメンタリーである。
この映画は、本国では2019年6月4日にファトムイベントを通じて全国プレミアイベントがあり 、2019年6月7日に劇場で公開。日本では2020年9月4日公開の洋画。
アメリカとイギリスのベンチャー企業であるCBSフィルムズとハンウェイ・ フィルムズが販売代理店を務めている。

## 劇中にパヴァロッティが歌唱する楽曲
- 冷たい手を - プッチーニ「ラ・ボエーム」[6]
- 友よ、今日は楽しい日 - ドニゼッティ「連隊の娘」[6]
- あれかこれか - ヴェルディ「リゴレット」[6]
- 女心の歌 - ヴェルディ「リゴレット」[6]
- 衣装をつけろ - レオンカヴァッロ「道化師」[6]
- 見たこともない美人 - プッチーニ「マノン・レスコー」[6]
- オ・ソレ・ミオ - ディ・カプア[6]
- 誰も寝てはならぬ - プッチーニ「トゥーランドット」[6]
- 人知れぬ涙 - ドニゼッティ「愛の妙薬」[6]
- 星は光りぬ - プッチーニ「トスカ」[6]
- 上記含め計20曲[6]

## 日本語字幕
- 字幕翻訳 - 古田由紀子[6]
- 字幕監修 - 堀内修[6]